# هيلموت شليغل
هيلموت شليغل (بالألمانية: Helmut Schlegel)‏ هو كاتب ألماني، ولد في 15 مايو 1943 في ريدلينغن في ألمانيا.

## وصلات خارجية
- الموقع الرسمي